# Demétrio II da Macedônia
Demétrio II da Macedônia (ca. 278 a.C. — 229 a.C.), chamado também de Etólico, (da dinastia antigônida) foi um dos epígonos. Sucedeu seu pai Antígono II Gónatas, e era neto do célebre Demétrio Poliórcetes.
Seu pai, Antígono II Gónatas, era filho de Demétrio Poliórcetes e Fila, filha de Antípatro. Segundo William Smith, sua mãe era Fila, filha de Seleuco I Nicátor e Estratonice, filha de Demétrio I Poliórcetes.
Seu pai Antígono morreu no primeiro ano da 135.ª Olimpíada, e Demétrio reinou por dez anos. Ele conquistou a Líbia e Cirene. Ele tomou uma cativa de nome Aureola (Chryseis) como esposa, com quem teve o filho Filipe, o futuro rei Filipe V da Macedónia.
Após sua morte no segundo ano da 130.ª Olimpíada, a Macedônia foi governada por Antígono Doson, primo do rei morto  e regente de Felipe, que se casou com sua mãe. Antígono Doson era filho de Demétrio, o Belo, filho de Demétrio Poliórcetes  e Ptolemaida.